# Гуайбазавр
Гуайбазавр (лат. Guaibasaurus) — род базальных ящеротазовых динозавров, описанный из верхнетриасовой формации Катуррита в штате Риу-Гранди-ду-Сул, Южная Бразилия. По результатам большинства филогенетических анализов животное является завроподоморфом, хотя существует также версия о его принадлежности к тероподам. В 2016 году Грегори Пол оценил размеры гуайбазавра в 2 м длиной и массой 10 кг, а Molina-Pérez и Larramendi (2020) в 3 м длиной и массой 35 кг.

## Открытие
Гуайбазавр изначально был назван на основе голотипа MCN PV2355 — хорошо сохранившегося частичного посткраниального (без черепа) скелета — и паратипа MCN PV2356 — сочленённой и почти полной левой задней конечности. Оба образца найдены в локации «Sesmaria do Pinhal 2» рядом с Канделарией в Риу-Гранди-ду-Сул, Бразилия, в верхней части последовательности Канделария или формации Катуррита.

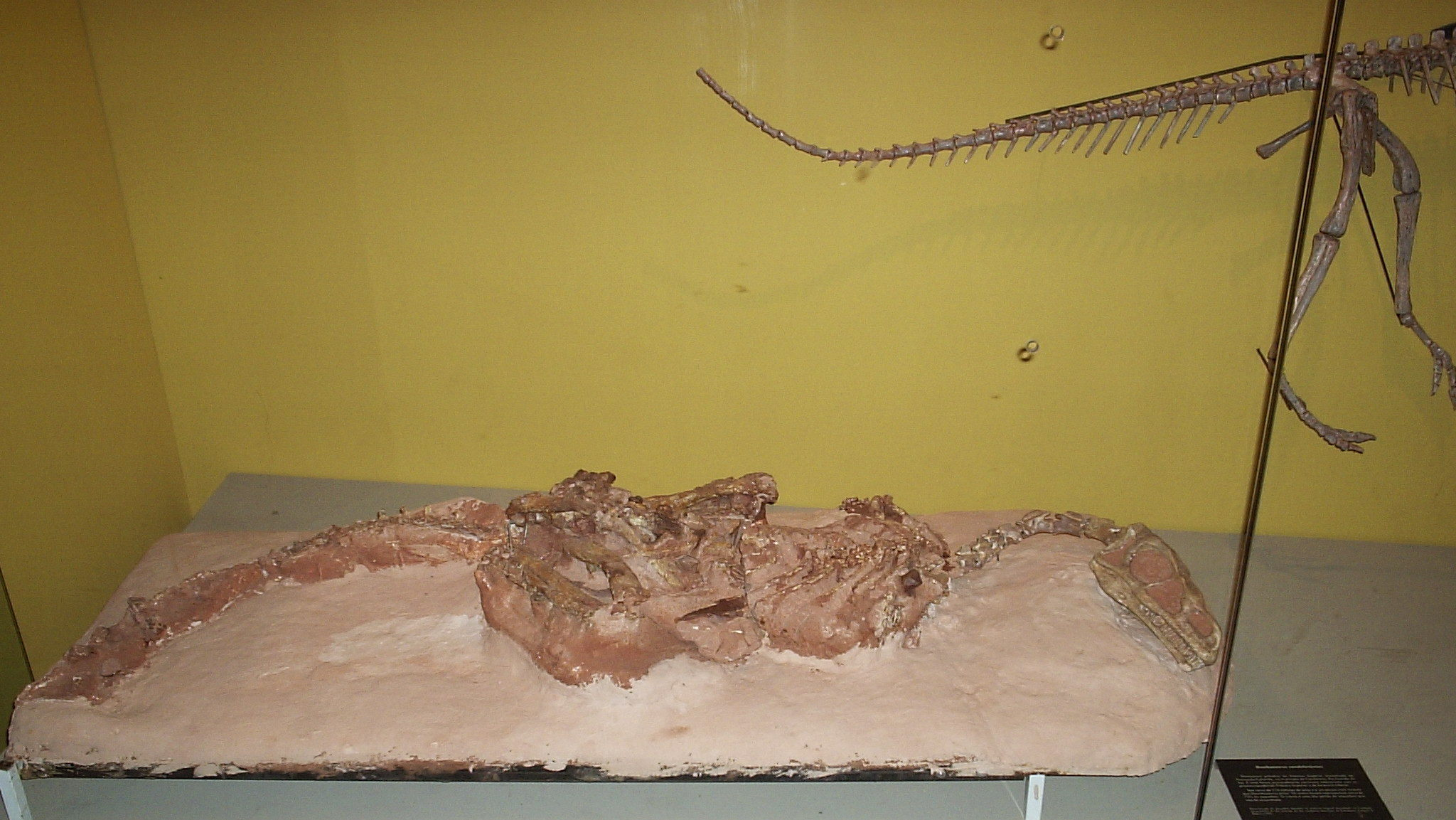
Устаревший слепок ископаемого скелета (UFRGS PV0725T) с головой и шеей на основе герреразавра (Herrerasaurus)

Позднее к G. candelariensis отнесли ещё два образца: UFRGS PV0725T (сочленённый и почти полный скелет без черепа, передней конечности, ступней и шеи) и MCN PV 10112 (не до конца препарированный блок, содержащий сочленённые части и некоторые изолированные элементы, в том числе частичную переднюю конечность). Эти материалы были собраны в локации «Linha São Luiz» неподалёку от Фашинал-ду-Сотурну в Риу-Гранди-ду-Сул, тоже в верхней части последовательности Канделария или формации Катуррита.
Все образцы найдены в этих двух местах из формации Катуррита или, по альтернативной версии, из последовательности Санта-Мария 2, и датируются ранним норийским веком позднего триаса. В результате датирования U-Pb (распад урана) возраст формации Катуррита был определён в 225,42 миллиона лет, что делает её менее чем на 10 миллионов лет моложе формаций Санта-Мария и Исчигуаласто, из которых известны наиболее ранние динозавры.

Реконструкция гуайбазавра как завроподоморфа, похожего на Unaysaurus

Образец UFRGS PV0725T сочленён, задние конечности подвёрнуты под тело, а передние отогнуты в стороны. Хотя почти вся шея не сохранилась, у UFRGS PV0725T присутствуют позвонки у основания шеи. Они изгибаются влево, что позволяет предположить, что вся шея была повёрнута к левой стороне тела. Поза этого скелета аналогична положению отдыхающей птицы, и чаще всего подобное наблюдается у близких к птицам манирапторов. Такая поза также была замечена у динозавриформа сальтопуса (Saltopus). Как и современные птицы, гуайбазавр мог отдыхать в такой позе для сохранения тепла.
Гуайбазавр был описан Хосе Бонапарте, Хорхе Фериголо и Аной Марией Рибейро в 1999 году, типовой вид — Guaibasaurus candelariensis. Родовое название дано в честь гидрографического бассейна Гуайбы, где был найден голотип в ходе «Prό-Guaíba Project» — научной программы, поддерживающей исследования окаменелостей триасового периода. Видовое название дано в честь Канделарии — города возле локации, где обнаружен голотип.

## Классификация

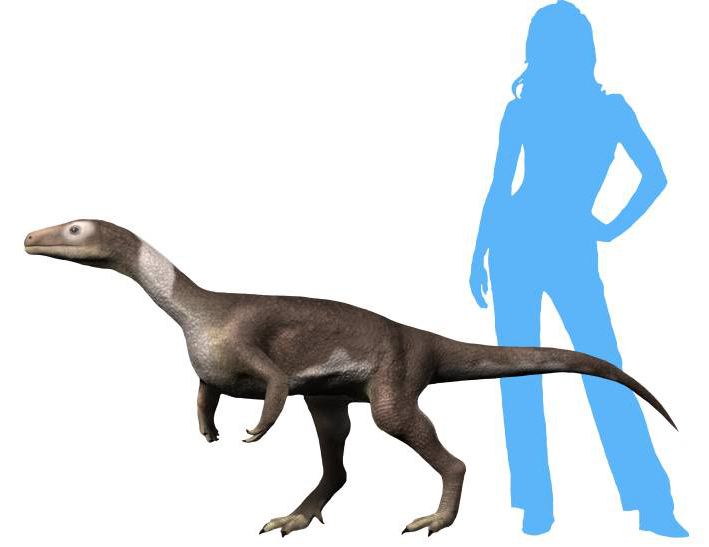
Сравнение размеров гуайбазавра (реконструирован как базальный заврисхий) и человека

Хосе Бонапарте и коллеги в описании рода 1999 года определили его как вероятного базального теропода и выделили в отдельное семейство Guaibasauridae. В 2007 году Бонапарте и коллеги обнаружили, что на гуайбазавра очень похожа сатурналия (Saturnalia) — другой ранний бразильский динозавр, и объединили обоих в Guaibasauridae, которое охарактеризовали как примитивную группу ящеротазовых (Saurischia). Бонапарте считал, что эти формы могут являться «прозавроподами» (примитивными завроподоморфами), либо совокупностью форм, близких к общему предку завроподоморф и теропод. В целом Бонапарте полагал, что и сатурналия, и гуайбазавр сильнее напоминали теропод, чем «прозавропод».
Более поздние кладистические анализы выявили противоречия в позиции гуайбазавра. Некоторые анализы определяют его как базального теропода, другие как базального завроподоморфа. Другие представители «Guaibasauridae» (например, сатурналия) обычно считаются очень базальными завроподоморфами и либо могут образовывать кладу с гуайбазавром, либо нет. Статья, изображающая новую филогенетическую гипотезу для силезаврид (Silesauridae), тоже определяет гуайбазавра как завроподоморфа, но близкородственного Unaysaurus и Macrocollum того же возраста, а не ранним формам наподобие сатурналии. По этой версии Unaysauridae являются младшим синонимом Guaibasauridae. Этот результат был подтверждён в описании теропода Erythrovenator jacuiensis.